# Til endes
Til endes è il sesto album dei Khold, pubblicato nel 2014.

## Tracce
1. Myr – 4:15
2. Skogens øye – 4:16
3. Ravnestrupe – 4:25
4. Dommens armé (cover di "Troops of Doom" dei Sepultura) – 3:16
5. Til endes – 3:48
6. Det dunkle dyp – 4:30
7. Avund – 3:29
8. Hengitt – 4:41

## Formazione
- Sverre "Gard" Stokland – voce, chitarra
- Geir "Rinn" Kildahl – chitarra
- Thomas "Grimd" Arnesen – basso
- Thomas "Sarke" Berglie – batteria